# Otto König (Schauspieler)
Otto König (* 2. Februar 1862 in Hannover; † 25. Januar 1946 in Starnberg bei München) war ein deutscher Schauspieler und Schauspiellehrer.

## Leben
Am 1. Februar debütierte 1881 der Sohn eines Kammermusikers am Hoftheater Hannover („Kundschafter“ im „Faust (II. Teil)“) und war dann später in Halle, Breslau, Potsdam, Krefeld, Hanau, Stuttgart, St. Gallen, Regensburg, Theater Augsburg und zuletzt bis 1930 in München tätig. Er gründete die in München beheimatete Theaterschule Otto König und spielte bei der ersten Jedermann-Vorstellung der Salzburger Festspiele am 22. August 1920 die Rolle des Dicken Vetters.